# جاكي غيبونز
جاكي غيبونز (بالإنجليزية: Jackie Gibbons)‏ (10 أبريل 1914 في المملكة المتحدة - 4 يوليو 1984 في جنوب أفريقيا) هو مدرب كرة قدم ولاعب كرة قدم بريطاني (وحمل سابقاً جنسية المملكة المتحدة لبريطانيا العظمى وأيرلندا) في مركز الهجوم. شارك مع منتخب إنجلترا لكرة القدم. أما مع النوادي، فقد لعب مع توتنهام هوتسبير ونادي برينتفورد ونادي هايز ومنتخب إنجلترا الوطني لكرة القدم للهواة ‏ والرابطة الحادية عشر لكرة القدم ‏ ونادي كينغستونيان وUxbridge F.C. ‏ ونادي برادفورد بارك أفنيو.

## وصلات خارجية
- جاكي غيبونز على موقع قاعدة بيانات كرة القدم.إي يو (الإنجليزية)
- جاكي غيبونز على موقع Soccerbase.com (مدرب) (الإنجليزية)